# Parawixia
Parawixia is een geslacht van spinnen uit de  familie van de wielwebspinnen (Araneidae).

## Soorten
- Parawixia acapulco Levi, 1992
- Parawixia audax (Blackwall, 1863)
- Parawixia barbacoas Levi, 1992
- Parawixia bistriata (Rengger, 1836)
- Parawixia casa Levi, 1992
- Parawixia chubut Levi, 2001
- Parawixia dehaani (Doleschall, 1859)
  - Parawixia dehaani octopunctigera (Strand, 1911)
  - Parawixia dehaani pygituberculata (Strand, 1911)
  - Parawixia dehaani quadripunctigera (Strand, 1911)
- Parawixia destricta (O. P.-Cambridge, 1889)
- Parawixia divisoria Levi, 1992
- Parawixia guatemalensis (O. P.-Cambridge, 1889)
- Parawixia honesta (O. P.-Cambridge, 1899)
- Parawixia hoxaea (O. P.-Cambridge, 1889)
- Parawixia hypocrita (O. P.-Cambridge, 1889)
- Parawixia inopinata Camargo, 1950
- Parawixia kochi (Taczanowski, 1873)
- Parawixia maldonado Levi, 1992
- Parawixia matiapa Levi, 1992
- Parawixia monticola (Keyserling, 1892)
- Parawixia nesophila Chamberlin & Ivie, 1936
- Parawixia ouro Levi, 1992
- Parawixia porvenir Levi, 1992
- Parawixia rigida (O. P.-Cambridge, 1889)
- Parawixia rimosa (Keyserling, 1892)
- Parawixia tarapoa Levi, 1992
- Parawixia tomba Levi, 1992
- Parawixia tredecimnotata F. O. P.-Cambridge, 1904
- Parawixia undulata (Keyserling, 1892)
- Parawixia velutina (Taczanowski, 1878)